# Fëdor Smolov
Fëdor Michajlovič Smolov (in russo Фёдор Михайлович Смолов?; traslitterazione anglosassone: Fyodor Mikhailovich Smolov; Saratov, 9 febbraio 1990) è un calciatore russo, attaccante attualmente svincolato.

## Caratteristiche tecniche
Ritenuto uno degli attaccanti russi più forti della propria generazione trova la sua posizione come punta centrale, nel proprio gioco offensivo Smolov sfrutta gli spazi liberi in area di rigore avversaria, possiede potenza di tiro, controllo di palla e un buon senso della posizione, calcia bene con entrambi i piedi e ha un'ottima percentuale di realizzazione sul penalty.

## Carriera

### Club
Cresciuto calcisticamente nel Saturn, dal 2007 è passato alla Dinamo Mosca, collezionando presenze sia nella formazione riserve (militante in quarta serie) che in prima squadra. Nel 2010 la Dinamo Mosca lo manda in prestito nei Paesi Bassi al Feyenoord. Tornato alla base, alterna stagioni alla Dinamo Mosca con altre in cui è mandato in prestito all'Anži (per due volte) e all'Ural. Nell'estate del 2015 si trasferisce a titolo definitivo al Krasnodar, dove si conquista un posto da titolare che gli apre anche le porte della nazionale russa. Ad agosto 2018 passa a titolo definitivo alla Lokomotiv Mosca, percependo uno stipendio record di 3 milioni di euro annui. Il 30 gennaio 2020 viene ceduto in prestito al Celta Vigo.
Dopo appena qualche mese e 14 presenze, comunque alimentate da 2 gol, torna alla Lokomotiv Mosca vista la scadenza del prestito.
Il 12 gennaio 2022, tornerà a titolo definitivo alla Dinamo Mosca.

### Nazionale
Ha collezionato presenze e reti in tutte le selezioni giovanili russe; in particolare con l'Under-21 ha partecipato all'Europeo di categoria nel 2013.
In precedenza, il 14 novembre 2012 aveva già fatto il suo esordio con la nazionale maggiore, nel corso dell'amichevole contro gli Stati Uniti: in appena 11 minuti di gioco (giocò titolare ma fu sostituito da Maksim Grigor'ev per infortunio) riuscì subito a mettere a segno una rete. Viene convocato dalla Nazionale russa per gli Europei 2016 in Francia, nel 2017 per la Confederations Cup e nel 2018 per i Mondiali (competizioni entrambe giocate nella madrepatria Russia). In quest'ultima gioca tutte e 5 le partite della squadra subentrando (prima partita esclusa) sempre a gara in corso. Gli Orsi riescono ad arrivare sorprendentemente ai quarti di finale, battendo la Spagna ai rigori agli ottavi (Smolov ha segnato il primo dei rigori calciato dalla sua squadra); tuttavia nei quarti Smolov è protagonista in negativo: subentrato al 67º minuto nella sfida contro la Croazia Smolov non entra mai in partita e poi tira nuovamente il primo rigore della Russia ma lo sbaglia, e il suo errore (oltre a quello di Mario Fernandes) risulterà decisivo nell'eliminazione della Russia.

## Statistiche

### Presenze e reti nei club
Statistiche aggiornate al 13 aprile 2025.
| Stagione               | Squadra                | Campionato             | Campionato | Campionato | Coppe nazionali | Coppe nazionali | Coppe nazionali | Coppe continentali | Coppe continentali | Coppe continentali | Altre coppe | Altre coppe | Altre coppe | Totale | Totale |
| Stagione               | Squadra                | Comp                   | Pres       | Reti       | Comp            | Pres            | Reti            | Comp               | Pres               | Reti               | Comp        | Pres        | Reti        | Pres   | Reti   |
| ---------------------- | ---------------------- | ---------------------- | ---------- | ---------- | --------------- | --------------- | --------------- | ------------------ | ------------------ | ------------------ | ----------- | ----------- | ----------- | ------ | ------ |
| 2007                   | Dinamo Mosca           | PL                     | 3          | 0          | KR              | 0               | 0               | -                  | -                  | -                  | -           | -           | -           | 3      | 0      |
| 2008                   | Dinamo Mosca           | PL                     | 7          | 1          | KR              | 0               | 0               | -                  | -                  | -                  | -           | -           | -           | 7      | 1      |
| 2009                   | Dinamo Mosca           | PL                     | 18         | 0          | KR              | 3               | 1               | UCL+UEL            | 1+1                | 0+0                | -           | -           | -           | 23     | 1      |
| mar.-lug. 2010         | Dinamo Mosca           | PL                     | 2          | 0          | KR              | 1               | 0               | -                  | -                  | -                  | -           | -           | -           | 3      | 0      |
| lug.-dic. 2010         | Feyenoord              | E                      | 5          | 1          | CO              | 1               | 0               | UEL                | 2                  | 0                  | -           | -           | -           | 8      | 1      |
| 2011-2012              | Dinamo Mosca           | PL                     | 23         | 2          | KR              | 1               | 0               | -                  | -                  | -                  | -           | -           | -           | 24     | 2      |
| 2012-2013              | Anži                   | PL                     | 15         | 0          | KR              | 3               | 0               | UEL                | 8                  | 1                  | -           | -           | -           | 26     | 1      |
| 2013-gen. 2014         | Dinamo Mosca           | PL                     | 13         | 0          | KR              | 1               | 0               | -                  | -                  | -                  | -           | -           | -           | 14     | 0      |
| gen.-giu. 2014         | Anži                   | PL                     | 11         | 2          | KR              | 0               | 0               | UEL                | 4                  | 0                  | -           | -           | -           | 15     | 2      |
| Totale Anzhi           | Totale Anzhi           | Totale Anzhi           | 26         | 2          |                 | 3               | 0               |                    | 12                 | 1                  |             | -           | -           | 41     | 3      |
| ago.-set. 2014         | Dinamo Mosca           | PL                     | 2          | 0          | KR              | 0               | 0               | UEL                | 1                  | 0                  | -           | -           | -           | 3      | 0      |
| 2014-2015              | Ural                   | PL                     | 22         | 8          | KR              | 1               | 0               | -                  | -                  | -                  | -           | -           | -           | 23     | 8      |
| 2015-2016              | Krasnodar              | PL                     | 29         | 20         | KR              | 3               | 1               | UEL                | 12                 | 3                  | -           | -           | -           | 44     | 24     |
| 2016-2017              | Krasnodar              | PL                     | 22         | 17         | KR              | 1               | 1               | UEL                | 8                  | 6                  | -           | -           | -           | 31     | 24     |
| 2017-2018              | Krasnodar              | PL                     | 22         | 14         | KR              | 0               | 0               | UEL                | 2                  | 0                  | -           | -           | -           | 24     | 14     |
| ago. 2018              | Krasnodar              | PL                     | 2          | 1          | KR              | 0               | 0               | -                  | -                  | -                  | -           | -           | -           | 2      | 1      |
| 2018-2019              | Lokomotiv Mosca        | PL                     | 22         | 6          | KR              | 4               | 1               | UCL                | 3                  | 0                  | -           | -           | -           | 29     | 7      |
| 2019-gen. 2020         | Lokomotiv Mosca        | PL                     | 14         | 3          | KR              | 0               | 0               | UCL                | 4                  | 0                  | SR          | 1           | 1           | 19     | 4      |
| gen.-ago. 2020         | Celta Vigo             | PD                     | 14         | 2          | CR              | 0               | 0               | -                  | -                  | -                  | -           | -           | -           | 14     | 2      |
| 2020-2021              | Lokomotiv Mosca        | PL                     | 21         | 7          | KR              | 3               | 4               | UCL                | 3                  | 0                  | SR          | 1           | 0           | 28     | 11     |
| 2021-gen. 2022         | Lokomotiv Mosca        | PL                     | 15         | 7          | KR              | 0               | 0               | UEL                | 6                  | 0                  | SR          | 1           | 0           | 22     | 7      |
| Totale Lokomotiv Mosca | Totale Lokomotiv Mosca | Totale Lokomotiv Mosca | 72         | 23         |                 | 7               | 5               |                    | 16                 | 0                  |             | 3           | 1           | 98     | 29     |
| gen.-giu. 2022         | Dinamo Mosca           | PL                     | 11         | 5          | KR              | 4               | 2               | -                  | -                  | -                  | -           | -           | -           | 15     | 7      |
| 2022-2023              | Dinamo Mosca           | PL                     | 24         | 10         | KR              | 7               | 2               | -                  | -                  | -                  | -           | -           | -           | 31     | 12     |
| 2023-2024              | Dinamo Mosca           | PL                     | 25         | 4          | KR              | 9               | 2               | -                  | -                  | -                  | -           | -           | -           | 34     | 6      |
| Totale Dinamo Mosca    | Totale Dinamo Mosca    | Totale Dinamo Mosca    | 128        | 22         |                 | 26              | 7               |                    | 3                  | 0                  |             | -           | -           | 157    | 29     |
| 2024-2025              | Krasnodar              | PL                     | 16         | 1          | KR              | 7               | 2               | -                  | -                  | -                  | SR          | 1           | 1           | 24     | 4      |
| Totale Krasnodar       | Totale Krasnodar       | Totale Krasnodar       | 91         | 53         |                 | 11              | 4               |                    | 22                 | 9                  |             | 1           | 1           | 125    | 67     |
| Totale carriera        | Totale carriera        | Totale carriera        | 357        | 111        |                 | 49              | 16              |                    | 55                 | 10                 |             | 4           | 2           | 465    | 139    |

### Cronologia presenze e reti in nazionale
| Cronologia completa delle presenze e delle reti in nazionale ― Russia | Cronologia completa delle presenze e delle reti in nazionale ― Russia | Cronologia completa delle presenze e delle reti in nazionale ― Russia | Cronologia completa delle presenze e delle reti in nazionale ― Russia | Cronologia completa delle presenze e delle reti in nazionale ― Russia | Cronologia completa delle presenze e delle reti in nazionale ― Russia | Cronologia completa delle presenze e delle reti in nazionale ― Russia | Cronologia completa delle presenze e delle reti in nazionale ― Russia |
| Data                                                                  | Città                                                                 | In casa                                                               | Risultato                                                             | Ospiti                                                                | Competizione                                                          | Reti                                                                  | Note                                                                  |
| --------------------------------------------------------------------- | --------------------------------------------------------------------- | --------------------------------------------------------------------- | --------------------------------------------------------------------- | --------------------------------------------------------------------- | --------------------------------------------------------------------- | --------------------------------------------------------------------- | --------------------------------------------------------------------- |
| 14-11-2012                                                            | Krasnodar                                                             | Russia                                                                | 2 – 2                                                                 | Stati Uniti                                                           | Amichevole                                                            | 1                                                                     | 79’                                                                   |
| 6-2-2013                                                              | Marbella                                                              | Russia                                                                | 2 – 0                                                                 | Islanda                                                               | Amichevole                                                            | -                                                                     | 46’                                                                   |
| 7-6-2013                                                              | Lisbona                                                               | Portogallo                                                            | 1 – 0                                                                 | Russia                                                                | Qual. Mondiali 2014                                                   | -                                                                     | 68’                                                                   |
| 15-11-2013                                                            | Dubai                                                                 | Serbia                                                                | 1 – 1                                                                 | Russia                                                                | Amichevole                                                            | -                                                                     | 62’                                                                   |
| 19-11-2013                                                            | Dubai                                                                 | Russia                                                                | 2 – 1                                                                 | Corea del Sud                                                         | Amichevole                                                            | 1                                                                     | 40’                                                                   |
| 8-9-2015                                                              | Vaduz                                                                 | Liechtenstein                                                         | 0 – 7                                                                 | Russia                                                                | Qual. Euro 2016                                                       | 1                                                                     | 75’                                                                   |
| 9-10-2015                                                             | Chișinău                                                              | Moldavia                                                              | 1 – 2                                                                 | Russia                                                                | Qual. Euro 2016                                                       | -                                                                     | 88’                                                                   |
| 12-10-2015                                                            | Mosca                                                                 | Russia                                                                | 2 – 0                                                                 | Montenegro                                                            | Qual. Euro 2016                                                       | -                                                                     | 84’                                                                   |
| 14-11-2015                                                            | Krasnodar                                                             | Russia                                                                | 1 – 0                                                                 | Portogallo                                                            | Amichevole                                                            | -                                                                     | 66’ 75’                                                               |
| 17-11-2015                                                            | Spalato                                                               | Croazia                                                               | 3 – 1                                                                 | Russia                                                                | Amichevole                                                            | 1                                                                     |                                                                       |
| 26-3-2016                                                             | Mosca                                                                 | Russia                                                                | 3 – 0                                                                 | Lituania                                                              | Amichevole                                                            | 1                                                                     | 46’                                                                   |
| 29-3-2016                                                             | Saint-Denis                                                           | Francia                                                               | 4 – 2                                                                 | Russia                                                                | Amichevole                                                            | -                                                                     | 80’                                                                   |
| 1-6-2016                                                              | Innsbruck                                                             | Rep. Ceca                                                             | 2 – 1                                                                 | Russia                                                                | Amichevole                                                            | -                                                                     |                                                                       |
| 5-6-2016                                                              | Monaco                                                                | Serbia                                                                | 1 – 1                                                                 | Russia                                                                | Amichevole                                                            | -                                                                     | 46’                                                                   |
| 11-6-2016                                                             | Marsiglia                                                             | Inghilterra                                                           | 1 – 1                                                                 | Russia                                                                | Euro 2016 - 1º turno                                                  | -                                                                     | 85’                                                                   |
| 15-6-2016                                                             | Lilla                                                                 | Russia                                                                | 1 – 2                                                                 | Slovenia                                                              | Euro 2016 - 1º turno                                                  | -                                                                     |                                                                       |
| 20-6-2016                                                             | Tolosa                                                                | Galles                                                                | 3 – 0                                                                 | Russia                                                                | Euro 2016 - 1º turno                                                  | -                                                                     | 70’                                                                   |
| 31-8-2016                                                             | Adalia                                                                | Turchia                                                               | 0 – 0                                                                 | Russia                                                                | Amichevole                                                            | -                                                                     | 79’                                                                   |
| 6-9-2016                                                              | Mosca                                                                 | Russia                                                                | 1 – 0                                                                 | Ghana                                                                 | Amichevole                                                            | 1                                                                     | 88’                                                                   |
| 5-6-2017                                                              | Budapest                                                              | Ungheria                                                              | 0 – 3                                                                 | Russia                                                                | Amichevole                                                            | 1                                                                     | 84’                                                                   |
| 9-6-2017                                                              | Mosca                                                                 | Russia                                                                | 1 – 1                                                                 | Cile                                                                  | Amichevole                                                            | -                                                                     | 86’                                                                   |
| 17-6-2017                                                             | San Pietroburgo                                                       | Russia                                                                | 2 – 0                                                                 | Nuova Zelanda                                                         | Conf. Cup 2017 - 1º turno                                             | 1                                                                     | 90’                                                                   |
| 21-6-2017                                                             | Mosca                                                                 | Russia                                                                | 0 – 1                                                                 | Portogallo                                                            | Conf. Cup 2017 - 1º turno                                             | -                                                                     |                                                                       |
| 24-6-2017                                                             | Kazan'                                                                | Russia                                                                | 1 – 2                                                                 | Messico                                                               | Conf. Cup 2017 - 1º turno                                             | -                                                                     | 78’                                                                   |
| 7-10-2017                                                             | Mosca                                                                 | Russia                                                                | 4 – 2                                                                 | Corea del Sud                                                         | Amichevole                                                            | 1                                                                     | 74’ 80’                                                               |
| 10-10-2017                                                            | Kazan'                                                                | Russia                                                                | 1 – 1                                                                 | Iran                                                                  | Amichevole                                                            | -                                                                     | Cap. 83’                                                              |
| 11-11-2017                                                            | Mosca                                                                 | Russia                                                                | 0 – 1                                                                 | Argentina                                                             | Amichevole                                                            | -                                                                     |                                                                       |
| 14-11-2017                                                            | San Pietroburgo                                                       | Russia                                                                | 3 – 3                                                                 | Spagna                                                                | Amichevole                                                            | 2                                                                     | Cap.                                                                  |
| 23-3-2018                                                             | Mosca                                                                 | Russia                                                                | 0 – 3                                                                 | Brasile                                                               | Amichevole                                                            | -                                                                     | 71’                                                                   |
| 27-3-2018                                                             | San Pietroburgo                                                       | Russia                                                                | 1 – 3                                                                 | Francia                                                               | Amichevole                                                            | 1                                                                     | Cap.                                                                  |
| 30-5-2018                                                             | Innsbruck                                                             | Austria                                                               | 1 – 0                                                                 | Russia                                                                | Amichevole                                                            | -                                                                     | 32’ 72’                                                               |
| 5-6-2018                                                              | Mosca                                                                 | Russia                                                                | 1 – 1                                                                 | Turchia                                                               | Amichevole                                                            | -                                                                     |                                                                       |
| 14-6-2018                                                             | Mosca                                                                 | Russia                                                                | 5 – 0                                                                 | Arabia Saudita                                                        | Mondiali 2018 - 1º turno                                              | -                                                                     | 70’                                                                   |
| 19-6-2018                                                             | San Pietroburgo                                                       | Russia                                                                | 3 – 1                                                                 | Egitto                                                                | Mondiali 2018 - 1º turno                                              | -                                                                     | 79’ 84’                                                               |
| 25-6-2018                                                             | Samara                                                                | Uruguay                                                               | 3 – 0                                                                 | Russia                                                                | Mondiali 2018 - 1º turno                                              | -                                                                     | 60’                                                                   |
| 1-7-2018                                                              | Mosca                                                                 | Spagna                                                                | 1 – 1 dts (3 – 4 dtr)                                                 | Russia                                                                | Mondiali 2018 - Ottavi di finale                                      | -                                                                     | 65’                                                                   |
| 7-7-2018                                                              | Soči                                                                  | Russia                                                                | 2 – 2 dts (3 – 4 dtr)                                                 | Croazia                                                               | Mondiali 2018 - Quarti di finale                                      | -                                                                     | 67’                                                                   |
| 22-3-2019                                                             | Bruxelles                                                             | Belgio                                                                | 3 – 1                                                                 | Russia                                                                | Qual. Euro 2020                                                       | -                                                                     | 77’                                                                   |
| 8-6-2019                                                              | Saransk                                                               | Russia                                                                | 9 – 0                                                                 | San Marino                                                            | Qual. Euro 2020                                                       | 2                                                                     | 60’                                                                   |
| 4-9-2021                                                              | Nicosia                                                               | Cipro                                                                 | 0 – 2                                                                 | Russia                                                                | Qual. Mondiali 2022                                                   | -                                                                     | 60’ 75’                                                               |
| 7-9-2021                                                              | Mosca                                                                 | Russia                                                                | 2 – 0                                                                 | Malta                                                                 | Qual. Mondiali 2022                                                   | 1                                                                     | cap. 71’                                                              |
| 8-10-2021                                                             | Kazan'                                                                | Russia                                                                | 1 – 0                                                                 | Slovacchia                                                            | Qual. Mondiali 2022                                                   | -                                                                     | 46’                                                                   |
| 11-10-2021                                                            | Maribor                                                               | Slovenia                                                              | 1 – 2                                                                 | Russia                                                                | Qual. Mondiali 2022                                                   | -                                                                     | 78’                                                                   |
| 11-11-2021                                                            | San Pietroburgo                                                       | Russia                                                                | 6 – 0                                                                 | Cipro                                                                 | Qual. Mondiali 2022                                                   | 1                                                                     | 57’                                                                   |
| 14-11-2021                                                            | Spalato                                                               | Croazia                                                               | 1 – 0                                                                 | Russia                                                                | Qual. Mondiali 2022                                                   | -                                                                     | 55’ 56’                                                               |
| Totale                                                                |                                                                       | Presenze                                                              | 45                                                                    |                                                                       | Reti                                                                  | 16                                                                    |                                                                       |

## Palmarès

### Club
- Coppa di Russia: 2

Lokomotiv Mosca: 2018-2019, 2020-2021
- Supercoppa di Russia: 1

Lokomotiv Mosca: 2019
- Campionato russo: 1

Krasnodar: 2024-2025

### Individuale
- Capocannoniere della Prem'er-Liga: 2

2015-2016 (20 gol), 2016-2017 (18 gol)
- Calciatore russo dell'anno: 3

2016, 2017, 2018